# PAC (Wrestler)
Benjamin Satterley (* 22. August 1986 in Newcastle upon Tyne, England, Vereinigtes Königreich), besser bekannt unter seinen Ringnamen PAC, Neville und Adrian Neville, ist ein englischer Wrestler. Er steht aktuell bei All Elite Wrestling unter Vertrag und tritt regelmäßig in deren Shows auf. Seine bislang größten Erfolge waren der Erhalt der WWE Cruiserweight Championship und der NXT Championship sowie der zweimalige Erhalt der NXT Tag Team Championship.

## Wrestling-Karriere

### Independent-Ligen (2004–2012)
Sein erstes Wrestling-Match bestritt Benjamin Satterley am 27. März 2004 unter dem Ringnamen Pac für Independent Wrestling Federation (IWF). Anschließend trat er mehrmals für diese und andere unabhängige europäische Promotions auf (unter anderem für Main Event Wrestling und 3 Count Wrestling). Seinen ersten Titel, die IWF Tag Team Championship, erhielt Satterley am 26. August 2005 gemeinsam mit Harry Pain.
In den ersten Jahren seiner Karriere trat er fast ausschließlich bei Wrestling-Promotions in Europa an. So auch für die deutsche Organisation Westside Xtreme Wrestling, bei der er am 9. Dezember 2006 die wXw World Lightweight Championship von Tommy End gewinnen durfte. Diese gab er Anfang Juli 2007 an Dragon Kid ab. Knapp zwei Monate durfte er den Titel von diesem zurückgewinnen. Am 1. Juni 2008 wurde der Titel für vakant erklärt, sodass Satterley nicht mehr Titelträger war.
Ab 2007 bestritt Satterley auch vermehrt Shows bei amerikanischen Ligen (unter anderem bei Pro Wrestling Guerrilla und Ring of Honor). Am 20. Mai 2007 gewann er gemeinsam mit Roderick Strong die PWG World Tag Team Championship von dem Team The Briscoe Brothers (Jay und Mark Briscoe). Den Titel gaben sie am 29. Juli an El Generico und Kevin Steen ab.

### Dragon Gate (2007–2012)
Ab Januar 2009 gehörte er als PAC bei Dragon Gate dem Stable WORLD-1 an. Als Mitglied dieser Gruppierung gewann Benjamin Satterley dreimal die Open The Triangle Gate Championship und einmal die Open The United Gate Championship. Ende 2012 wurde die Gruppierung aufgelöst. Im August 2010 gewann Satterley zudem die vakante Open The Brave Gate Championship in einem Turnierfinale gegen Susumu Yokosuka. Den Titel gab er erst knapp 15 Monate später an Ricochet ab.

### WWE (2012–2018)

#### NXT Debüt und NXT Champion (2012–2015)
Am 18. Oktober 2012 debütierte Satterley bei einer Houseshow bei der WWE und trat fortan unter dem Ringnamen Adrian Neville bei NXT Wrestling an. Ab Januar 2013 bildete er mit Oliver Grey das Tag Team British Ambition. Am 31. Januar 2013 wurden die beiden die ersten Titelträger der neu geschaffenen NXT Tag Team Championship, als sie Erick Rowan und Luke Harper von der Wyatt Family besiegen durften. Im April 2013 verletzte sich Grey, sodass Satterley mit Bo Dallas als Ersatzpartner die NXT Tag Team Championship am 2. Mai an eben jene abgeben musste. Am 21. März 2013 trat Satterley bei NXT um die WWE United States Championship gegen Antonio Cesaro an, konnte den Titel allerdings nicht gewinnen.
Ab Juni fehdete er – nun mit Corey Graves als Partner – erneut um die NXT Tag Team Championship, die sie am 20. Juni von Harper und Rowan gewannen. Somit wurde Satterley der erste, der diesen Titel zum zweiten Mal gewann. Mitte September verloren sie die Titel an The Ascension (Konnor und Viktor).
Ende Oktober 2013 durfte Satterley ein Match gegen Sami Zayn gewinnen und wurde deshalb zum Hauptherausforderer auf die NXT Championship von Bo Dallas erklärt. Nach einer längeren Rivalität gegen diesen gewann er den Titel am 27. Februar 2014 in einem Leiter-Match bei NXT ArRIVAL. Am 11. Dezember gab er ihn bei der NXT-Großveranstaltung NXT TakeOver: (R)Evolution an Zayn ab.

#### Main Roster Debüt und WWE Cruiserweight Champion (2015–2017)
Am 30. März 2015 debütierte Satterley bei Monday Night Raw und stieg somit ins Hauptroster auf. Mit dem Aufstieg wurde sein Vorname Adrian aus dem Ringnamen gestrichen, sodass er fortan nur noch als Neville auftritt. Ende April bestritt er das King-of-the-Ring-Turnier, in welchem er bis ins Finale vordrang, das er gegen Bad News Barrett verlor. Es folgte eine Fehde gegen Barrett, die Satterley mit einem Sieg bei der Großveranstaltung Payback für sich entschied. Allerdings verlor er das Rückmatch einen Tag später bei Raw. Am 14. Juni nahm er am Money-in-the-Bank-Ladder-Match bei der gleichnamigen Großveranstaltung teil, das er jedoch nicht gewinnen konnte.
Anschließend fehdete er gemeinsam mit dem Hauptdarsteller der US-amerikanischen Fernsehserie Arrow Stephen Amell gegen Stardust und Barrett, die sie beim SummerSlam besiegen konnten. Im November 2015 nahm Benjamin Satterley an einem Turnier um die vakante WWE World Heavyweight Championship teil, in dem er im Viertelfinale von Kevin Owens eliminiert wurde.
Am 24. Januar 2016 nahm er am Royal Rumble-Match beim gleichnamigen Pay-per-View teil, in dem er durch Luke Harper ausschied. Am 14. März erlitt Satterley in einem Match gegen Chris Jericho bei Raw einen Knöchelbruch und musste daher mehrere Monate pausieren.
Durch den WWE Draft am 19. Juli 2016 wurde Satterley Teil von Raw. Knapp eine Woche später gab er bei dieser Show sein Comeback. Am 31. Oktober 2016 verletzte er sich bei Raw erneut. Am 18. Dezember 2016 feierte er beim Pay-per-View Roadblock: End of the Line seine Rückkehr, als er nach einem Match um die WWE Cruiserweight Championship Rich Swann und T. J. Perkins attackierte. Bei der darauf folgenden Raw-Ausgabe erklärte er, dass er zukünftig in der Cruiserweight-Division antreten wird. Am 29. Januar 2017 besiegte er Rich Swann beim Royal Rumble und gewann somit zum ersten Mal die WWE Cruiserweight Championship. Diesen gab er am 14. August 2017 bei Raw zunächst an Akira Tozawa ab. In einem Rückmatch beim SummerSlam sechs Tage später durfte er den Titel wieder zurückgewinnen, um ihn bei No Mercy am 24. September 2017 an Enzo Amore zu verlieren.

#### Vertragsstreit und Abgang (2017–2018)
Am 1. Oktober bestritt Satterley sein letztes WWE-Match bei einer Houseshow. Am 10. Oktober 2017 meldeten mehrere Quellen, dass Satterley am Vortag von Raw um die Auflösung seines Vertrages gebeten habe. Ein Bericht gab an, dass er eine Zeit lang unglücklich gewesen sei. WWE bestritt, dass er die Promotion verlassen hatte. Im Januar 2018 wurde berichtet, dass die WWE Satterleys Vertrag eingefroren habe. Am 24. August 2018 wurde bestätigt, dass Satterley nicht mehr unter Vertrag steht.

### Rückkehr zur Dragon Gate (2018–2019)
Sechs Jahre nachdem er die Promotion verlassen hatte, kehrte Satterley am 2. Oktober 2018 zu Dragon Gate zurück. Unter Verwendung seines früheren Ringnamens, PAC, schloss er sich dem Stable R.E.D. an. Am 4. Dezember 2018 durfte Satterley die Open The Dream Gate Championship von Masato Yoshino gewinnen. In seinem letzten Match für Dragon Gate am 21. Juli 2019 verlor er den Titel an Ben-K.

### All Elite Wrestling (seit 2019)

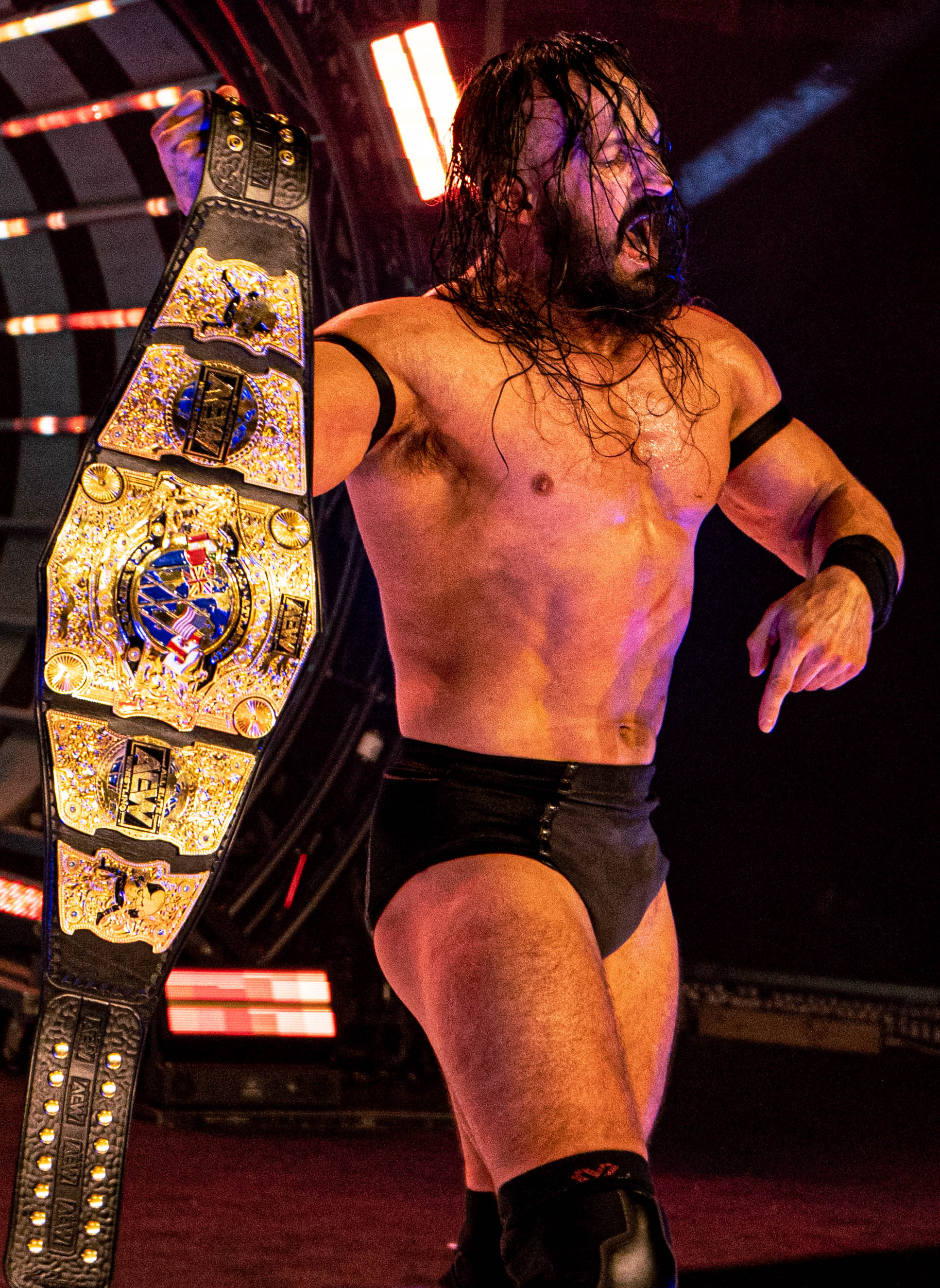
PAC mit der AEW All-Atlantic Championship (2022)

Beim Event All Out am 31. August 2019 debütierte Satterley unter dem Ringnamen PAC bei All Elite Wrestling und besiegte Kenny Omega. Mit den Lucha Brothers (Rey Fenix und Pentagón Jr.) bildete er ab März 2020 das Stable Death Triangle. Bei Forbidden Door im Juni 2022 gewann PAC die neu eingeführte AEW All-Atlantic Championship (später AEW International Championship genannt). Im September 2022 gewann er mit Death Triangle die AEW World Trios Championship. 

## Wrestling-Erfolge
WWE
- NXT Championship (1×)

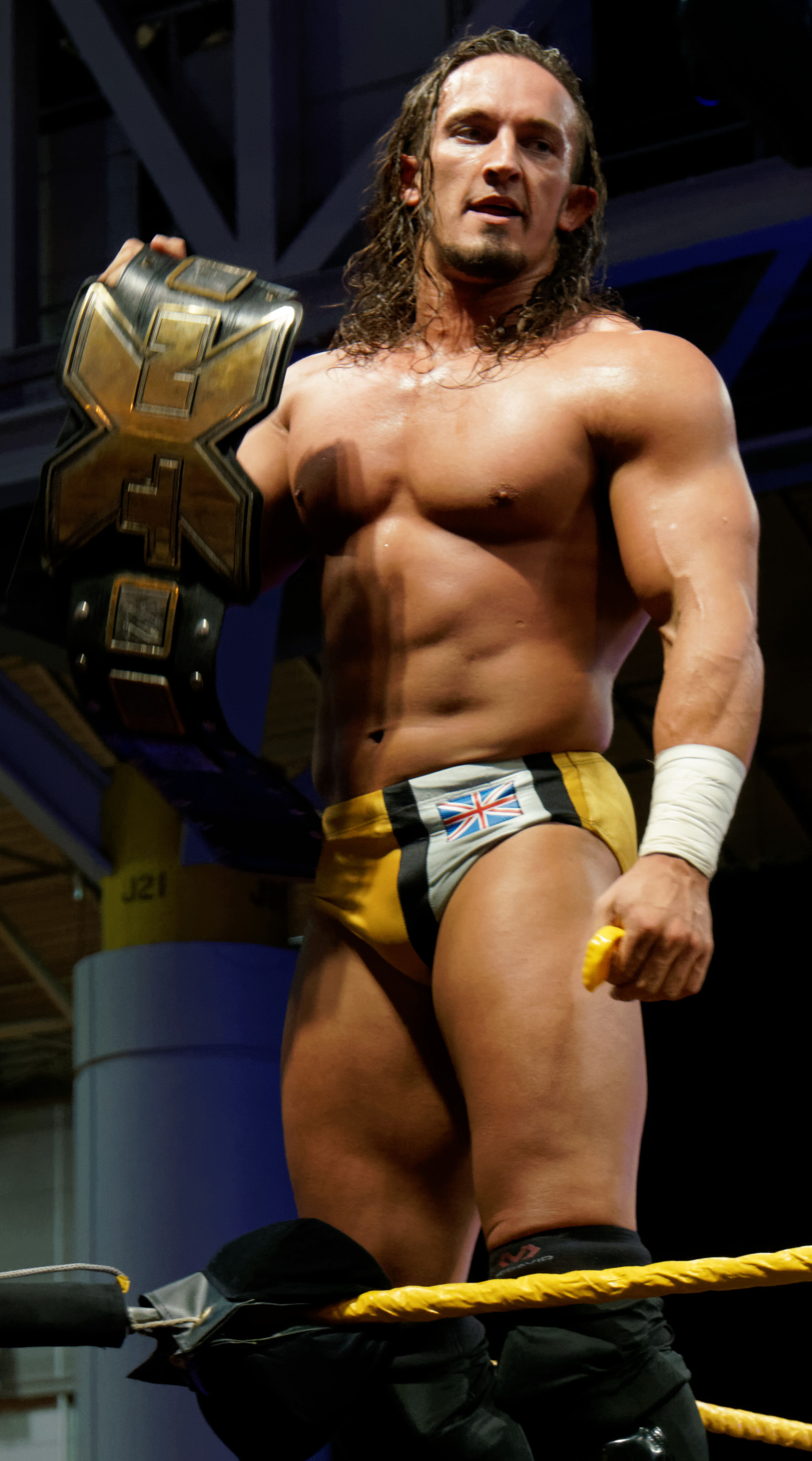
Neville als NXT Champion, 2014.

- NXT Cruiserweight Championship (2×)
- NXT Tag Team Championship (1× mit Corey Graves, 1× mit Oliver Grey)

AEW
- AEW All-Atlantic Championship (1×)
- AEW World Trios Championship (1× mit Rey Fenix und Penta Oscuro)

Dragon Gate
- Open The Dream Gate Championship (1×)
- Open The Brave Gate Championship (1×)
- Open The Twin Gate Championship (1× mit Dragon Kid)
- Open The United Gate Championship (1× mit Masato Yoshino)
- Open The Triangle Gate Championship (1× mit Masato Yoshino und BxB Hulk, 1× mit Naoki Tanizaki und Naruki Doi, 1× mit Masato Yoshino und Naruki Doi)

3 Count Wrestling
- 3CW Triple Crown Championship (1×)
- 3CW North East Championship (1×)

American Wrestling Rampage
- AWR No Limits Championship (1×)

Independent Wrestling Federation
- IWF Tag Team Championship (1× mit Harry Pain)

One Pro Wrestling
- 1PW Openweight Championship (1×)

Westside Xtreme Wrestling
- wXw World Lightweight Championship (2×)

Wrestle Zone Wrestling
- wZw Zero-G Championship (1×)

X Wrestling Alliance
- XWA Flyweight Championship (1×)